# Rhipsalis
Rhipsalis é um gênero botânico da família cactaceae.

## Sinonímia
- Cassytha Mill.
- Erythrorhipsalis A.Berger
- Hariota Adans.
- Lymanbensonia Kimnach

## Espécies
Rhipsalis aculeata 
 Rhipsalis angustissima 
 Rhipsalis baccifera 
 Rhipsalis 'Bai Kod' 
 Rhipsalis burchellii 
 Rhipsalis cassutha 
 Rhipsalis cereuscula 
 Rhipsalis clavata 
 Rhipsalis crispata 
 Rhipsalis dissimilis 
 Rhipsalis elliptica 
 Rhipsalis floccosa 
 Rhipsalis goebeliana 
 Rhipsalis gonocarpa 
 Rhipsalis grandiflora 
 Rhipsalis hadrosoma 
 Rhipsalis hatchiflora 
 Rhipsalis horrida 
 Rhipsalis houlletiana 
 Rhipsalis leucoraphis 
 Rhipsalis micrantha 
 Rhipsalis monacantha 
 Rhipsalis neves-armondii 
 Rhipsalis oblonga 
 Rhipsalis occidentalis 
 Rhipsalis pacheco-leonis 
 Rhipsalis pachyptera 
 Rhipsalis paradoxa 
 Rhipsalis pentaptera 
 Rhipsalis pilocarpa 
 Rhipsalis puniceo-discus 
 Rhipsalis ramulosa 
 Rhipsalis rhombea 
 Rhipsalis robusta 
 Rhipsalis rosea 
 Rhipsalis sarmentacea 
 Rhipsalis sulcata
 Rhipsalis teres

## Galeria

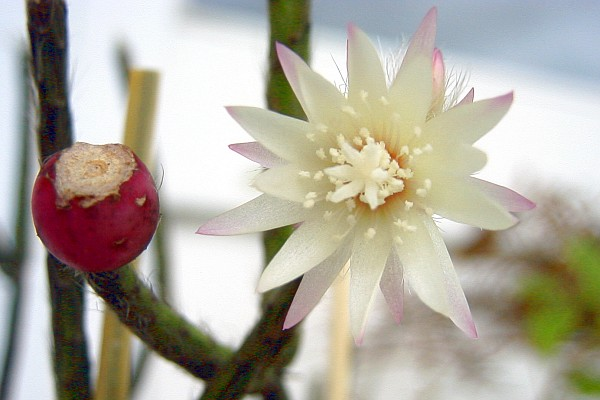
R. pilocarpa, flor e fruto
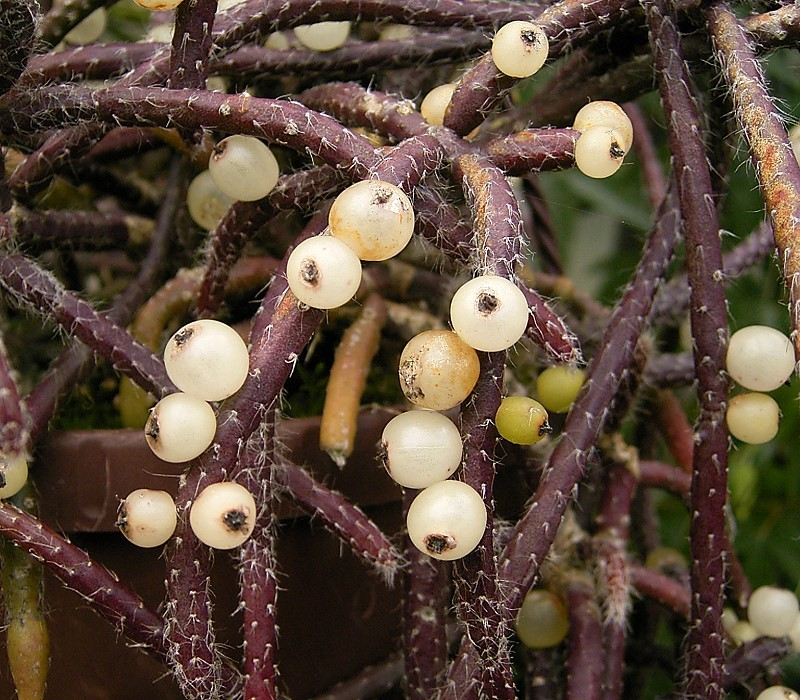
R. baccifera, frutos
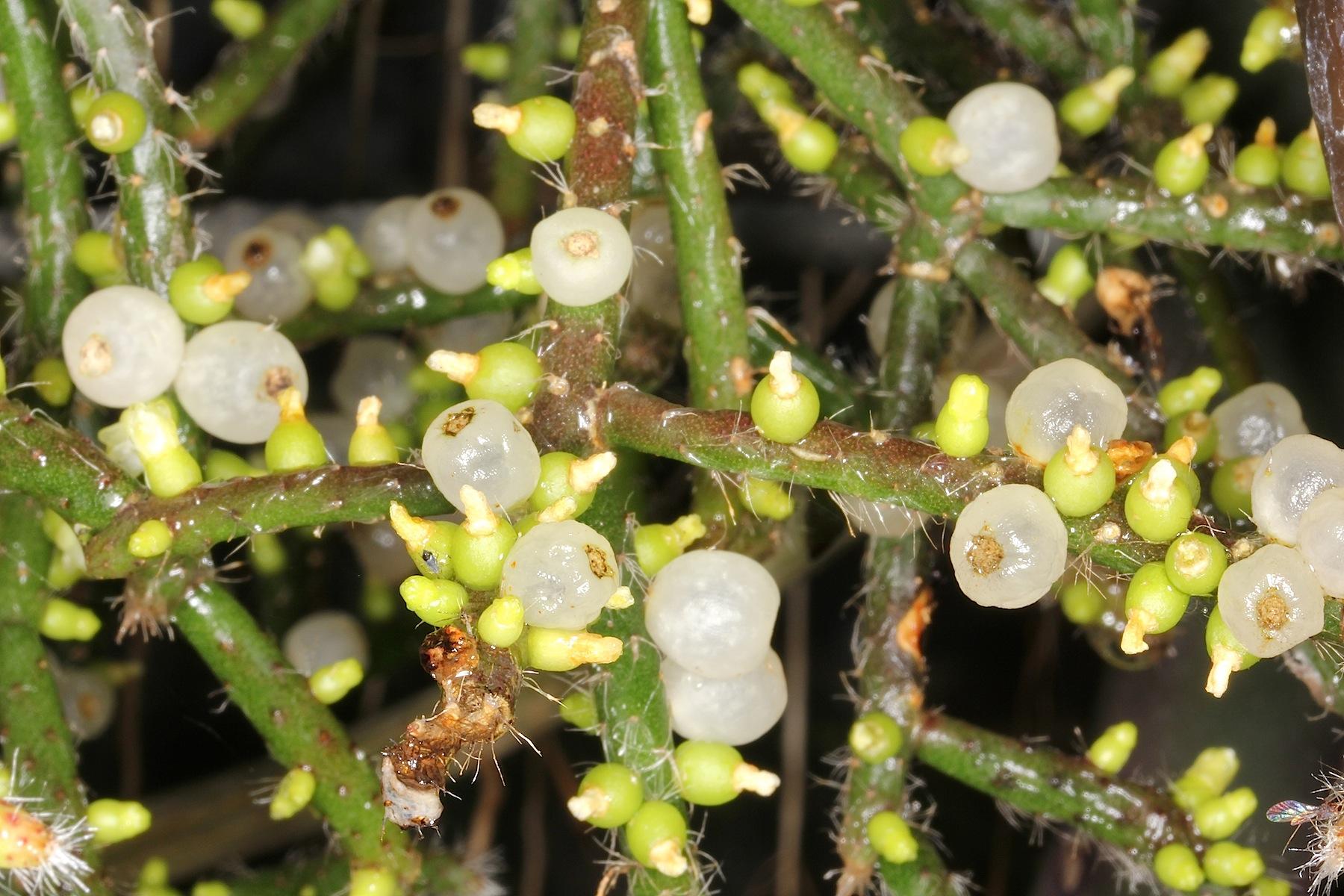
R. baccifera, frutos